# Гильом де Лоррис
Гильом де Лоррис  (фр. Guillaume de Lorris; умер около 1238) — французский трувер середины XIII в., жил при Людовике Святом.
Он известен как автор первой половины знаменитого «Roman de la Rose», аллегорической поэмы, в которой воспевается поэт, влюбившийся в замке Deduyt (Plasir) в прекрасную розу. Достать её ему мешают разные препятствия. В замке живёт Любовь (Amour) со своей свитой: Doux Regard, Richesse, Jeunesse, Franchise etc. Поэт, сопровождаемый Bel Accueil, уже приближается к розе, но ему приходится бороться против могущественных врагов: Honte, Peor, Malebouche, Dangier. Bel Accueil побеждён и заперт в высокую башню. На этом заканчивается написанная Гильомом де Лоррисом часть «Roman de la Rose». Продолжение и конец сочинены были спустя 60 лет Жаном де Мёном.

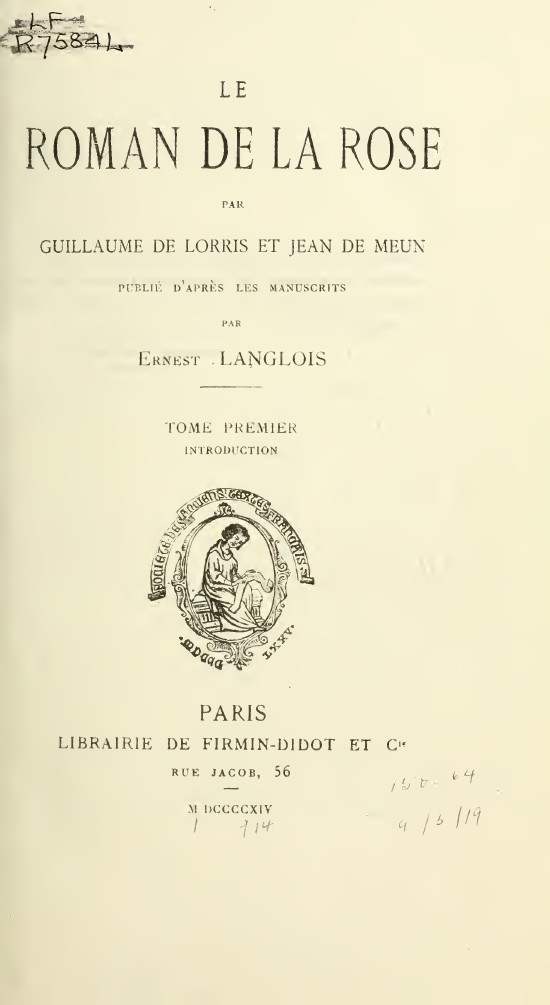
Roman de la Rose (ed. 1914)

Гильом де Лоррис хотел преподать «науку любви» и является в этом отношении прямым подражателем «Ars Amandi» Овидия, — местами он прямо переводит латинского поэта. В поэтическом отношении «Roman de la Rose» отличается изяществом, грацией стиха и отсутствием обычного цинизма средневековых поэм.
Гильом де Лоррис — ученик провансальских трубадуров; его нежная поэзия обнаруживает большее знакомство с литературой разных cours d’amour, чем с латинской учёностью той эпохи.